# Serripes groenlandicus
Serripes groenlandicus är en musselart som först beskrevs av Mohr 1786.  Serripes groenlandicus ingår i släktet Serripes och familjen hjärtmusslor. Inga underarter finns listade i Catalogue of Life.